# Pri ispolnenii služebnych objazannostej
Pri ispolnenii služebnych objazannostej (При исполнении служебных обязанностей) è un film del 1963 diretto da Il'ja Jakovlevič Gurin.